# Avenida Ayrton Senna (Angra dos Reis)
A Avenida Ayrton Senna é um logradouro localizado na cidade de Angra dos Reis, no Rio de Janeiro. É a principal via de acesso ao centro da cidade, à sua margem ficam a Praia do Anil e, do outro lado, a linha férrea.
Na avenida fica o Centro de Informações Turísticas da cidade e também há um monumento em homenagem Ayrton Senna, campeão de Fórmula 1 que dá nome à avenida. Este monumento tem o formato de um carro de Fórmula 1, com o capacete do piloto e uma bandeira do Brasil, é em metal.